# Domaszewnica
Domaszewnica – wieś w Polsce położona w województwie lubelskim, w powiecie radzyńskim, w gminie Ulan-Majorat.
| SIMC    | Nazwa     | Rodzaj    |
| ------- | --------- | --------- |
| 1024681 | Dąbrówka  | część wsi |
| 1024913 | Wesołówka | część wsi |

Wieś szlachecka położona była w drugiej połowie XVI wieku w ziemi łukowskiej województwa lubelskiego.
W latach 1954–1962 wieś należała i była siedzibą władz gromady Domaszewnica, po jej zniesieniu w gromadzie Wólka Domaszewska. W latach 1975–1998 miejscowość administracyjnie należała do województwa bialskopodlaskiego.
Wieś jest sołectwem w gminie Ulan-Majorat. Według Narodowego Spisu Powszechnego z roku 2011 wieś liczyła 648 mieszkańców.
Wierni Kościoła rzymskokatolickiego należą do parafii św. Zofii w Zofiborze.